# Stalitella noseki
Genre
Espèce
Stalitella noseki, unique représentant du genre Stalitella, est une espèce d'araignées aranéomorphes de la famille des Dysderidae.

## Distribution
Cette espèce se rencontre au Monténégro et en Bosnie-Herzégovine.

## Description
La carapace du mâle holotype mesure 5,1 mm.
Le mâle décrit par Deeleman-Reinhold en 1971 mesure 10 mm et la femelle 13 mm.

## Systématique et taxinomie
Cette espèce a été décrite par Absolon et Kratochvíl en 1933.
Ce genre a été décrit par Absolon et Kratochvíl en 1933 dans les Dysderidae.

## Étymologie
Cette espèce est nommée en l'honneur d'Antonín Nosek (1865-1916).

## Publication originale
- Absolon & Kratochvíl, 1933 : « Über höhlenbewohnende Arachniden. Vorläufige Mitteilung. » Časopis Moravského Zemského Musea, vol. 29, p. 595-600.